# 이민휘
이민휘(1989년 ~ )는 대한민국의 싱어송라이터이다. 2011년, 2인조 여성 인디 밴드 무키무키만만수로 데뷔하였다. 그는 무키무키만만수에서 기타를 치고 노래를 부르는 만수라는 예명으로 활동하였다. 2016년 11월 첫 번째 솔로 앨범 《빌린 입》을 발표하였다. 이 앨범으로 제14회 한국대중음악상 최우수 포크 음반상을 수상하였다. 2023년, 솔로 정규 2집 미래의 고향을 발매했다.

## 음반 목록

### 무키무키만만수
- 《2012》 (2012)

### 솔로 앨범
- 《빌린 입》 (2016)
- 《미래의 고향》 (2023)

### OST
- 《오직 그대만 OST》 (2011) - 주차박스
- 《한여름의 판타지아》 (2015)

## 영화
- 2013년 《주님의 학교》 음악 참여
- 2014년 《히스테릭스》 음악 참여
- 2015년 《한여름의 판타지아》 음악 참여
- 2016년 《윤서는 힘이 세다》 음악 참여
- 2017년 《나의 연기 워크샵》 음악 참여
- 2018년 《버블 패밀리》 음악 참여
- 2018년 《아프리카에도 배추가 자라나》 음악 참여
- 2019년 《히치하이크》 음악 참여
- 2020년 《작은 빛》 음악 참여
- 2020년 《기억의 전쟁》 음악 참여
- 2020년 《최선의 삶》 음악 참여
- 2021년 《같은 속옷을 입는 두 여자》 음악 참여
- 2021년 《너에게 가는 길》 음악 참여

## 수상
- 제14회 한국대중음악상 최우수 포크 음반상 《빌린 입》